# Barking Dogs Never Bite
Barking Dogs Never Bite, in het Koreaans 플란다스의 개, is een Zuid-Koreaanse komische film uit 2000 en was het regiedebuut van Bong Joon-ho. De film was een flop in de bioscopen maar werd later geherevalueerd en heeft tegenwoordig een score van 88 procent op recensentenwebsite Rotten Tomatoes.

## Plot
Een parttime docent aan de universiteit ergert zich aan het geblaf van een nabije hond. Hij besluit drastische maatregelen te nemen. 